# Manuel Campillos Martínez
Manuel Campillos Martínez (València, 16 de novembre de 1929)(24 de febrer de 2004) ha estat un advocat i polític valencià, diputat en les dues primeres legislatura de les Corts Valencianes.

## Biografia
Va estudiar batxillerat a l'institut Lluís Vives de València i es va llicenciar en Dret a la Universitat de València després d'haver passat per les de Santiago de Compostel·la i Madrid. Fou tresorer del Col·legi d'Advocats de València.
Fou un dels fundadors d'Unió Valenciana, de la que en fou secretari general un temps. Fou elegit diputat per la circumscripció de València a les eleccions a les Corts Valencianes de 1983 dins la coalició formada per AP-PDP-UL-UV, però el 1985 abandonà el Grup Popular de les Corts Valencianes i es passà al Grup Mixt. A les eleccions a les Corts Valencianes de 1987 fou escollit novament diputat, aquest cop amb Unió Valenciana Ha estat president de la Comissió de Coordinació, Organització i Règim de les Institucions de la Generalitat Valenciana i de la Comissió d'Investigació sobre adjudicació de les emissores de Freqüència Modulada de les Corts Valencianes.